# 杜颙
杜颙（？—？），字思颜，京兆郡杜陵县（今陕西省西安市长安区）人，北魏、西魏官员。

## 生平
杜颙很有才干，以北中府录事参军为起家官。正光年间，杜颙略微升任厉威将军、盱眙郡太守，兼任大徐戍戍主。正光六年（525年）正月，元法僧叛变，杜颙逃走获得幸免，后来出任谏议大夫。孝昌二年（526年），杜颙出任西征军司，代理岐州刺史。孝昌三年（527年），萧宝夤叛变，杜颙占据岐州没有听从萧宝夤，回朝后出任征虏将军、东荆州刺史。杜颙以防守岐州的功勋，封平阳县开国伯，食邑五百户。武泰年间，杜颙转任岐州刺史。永安年间，杜颙又出任泾州刺史。当时万俟丑奴占据了关中，杜颙没能上任，于是出任都督，防守岐州。万俟丑奴进攻岐州，没能攻克。事情平息后杜颙出任镇西将军、光禄大夫，以功勋又获封安平县开国伯，食邑五百户，杜颙将平阳伯转授儿子杜景仲。杜颙后来出任征西将军、金紫光禄大夫，跟随魏孝武帝西迁关中，出任雍州刺史，去世后，朝廷赠予太尉公，谥号武，葬于少陵原。

## 家庭

### 七世祖
- 杜预，西晋镇南大将军、都督、荆州刺史、当阳成侯[4]

### 父亲
- 杜洪，一名洪太，北魏徐州刺史[2]

### 兄弟
- 杜祖悦，北魏镇远将军、太尉汝南王府谘议参军事

### 子女
- 杜景仲，北周使持节、骠骑大将军、礼鄜丹三州刺史、宗正大夫、大宗师、平阳公[3][4]
- 杜景秀，北周车骑大将军、仪同三司、大都督、员外匠师中大夫、思宁县男
- 杜景恭，廓州刺史、康成公[3]